# Peter Cathcart Wason
Peter Cathcart Wason (22. dubna 1924 – 17. dubna 2003) byl britský kognitivní psycholog, který více rozpracoval psychologii uvažování. Udělal velký pokrok ve vysvětlení, proč lidé dělají určité chyby v logickém uvažování. Aby poukázal na procesy lidského uvažování, navrhl logické úlohy a testy; například Wasonův výběrový test, tzv. THOG problém nebo problém 2-4-6.
Stal se také mistrem v korespondenčním šachu.
Narodil se ve městě Bath v Jihozápadní Anglii, vystudoval angličtinu na Oxfordské univerzitě a zemřel ve městě Wallingford v provincii Oxfordshire. Wason byl vnukem skotského právníka a politika Eugena Wasona.

## Publikace
- Thinking and Reasoning (společně s P. N. Johnson-Lairdem, 1968)
- Psychology of Reasoning: Structure and Content (společně s P. N. Johnson-Lairdem, 1972)
- Thinking: Readings in Cognitive Science (společně s P. N. Johnson-Lairdem, 1977)
- The Psychology of Chess (společně s Williame Hartstonem, 1983).